# 日本堂
日本堂（にほんどう）とは、東京都・神奈川県・埼玉県・千葉県にチェーン展開する日本堂グループの店舗名称。そのうち本項では株式会社日本堂について記述する。

## 沿革
- 1741年 - 家祖・前田平祐が御簾職人として京都御所に出仕
- 1924年 - 8代目・前田平助が東京浅草に神具卸・小売の「御簾平（みすへい）總卸店」の営業開始
- 1957年 - 分家し、板橋区赤塚に「みす平神仏具店」を創業
上記の「みす平總卸店」（台東区元浅草）のほか、前田家一族の「みす平」には「みす平総本店」（台東区東上野）、「みす平本店」（台東区寿）などが別にある。
- 1978年 - 「株式会社みす平神仏具店」設立
- 1995年 - 「みす平神仏具店」から「日本堂」に社名変更
- 1999年 - 10代目・前田憲一が代表取締役に就任

## グループ企業
- 日本宗教用具株式会社（屋号：お仏壇の日本堂・日本堂仏具店）
  - 町田金森店
  - 町田小田急駅前店
  - 立川店
  - 吉祥寺店
  - 横浜桜木町店
- 株式会社みす平佛具店（屋号：お仏壇の日本堂・日本堂仏具店）
  - 厚木店
  - 小田原店
  - 大和店
- 株式会社平塚みす平佛具店　(屋号：お仏壇の日本堂・日本堂仏具店）
  - 平塚店
  - 茅ケ崎店
- 株式会社オオイ　(屋号：お仏壇の日本堂・日本堂仏具店）
  - 柏店